# Palazzo Bonaventura
Palazzo Bonaventura è un edificio storico di Urbino, sede centrale della locale università. Ospita, oltre agli uffici del rettorato e della direzione generale, anche le segreterie di tutti i dipartimenti, alcuni uffici amministrativi, l'ufficio orientamento, un'aula magna, l'archivio, la biblioteca umanistica e scientifica. Inoltre, dal 1943, sul tetto del palazzo è stata realizzata una torretta che funge da osservatorio meteorologico del Dipartimento di Scienze Pure e Applicate (Di.S.P.eA.).

## Storia
Le prime testimonianze sull'esistenza del palazzo risalgono al XIV secolo, quando fu abitato da un ramo cadetto della famiglia Montefeltro che ebbe origine con Nicolò, figlio naturale del conte Federico Novello. Sopra il portale è collocato lo stemma di Antonio di Nicolò da Montefeltro, a sua volta sormontato da quello del cugino Guidantonio da Montefeltro, conte di Urbino. È errata l'antica attribuzione dei due stemmi ad Antonio da Montefeltro conte di Urbino e a sua moglie Agnesina dei Prefetti di Vico.
Antonio di Nicolò da Montefeltro fu ideatore di una congiura ai danni del cugino Federico da Montefeltro da due anni divenuto signore di Urbino; scoperto, gli fu confiscato il palazzo che alcuni anni dopo venne venduto alla famiglia Bonaventura. Appartenente a quest'ultima famiglia fu Federico, filosofo vissuto nella seconda metà del XVI secolo, che ospitò, nel 1578, il poeta Torquato Tasso (come testimonia la targa apposta sulla facciata) in questo palazzo e nella villa L'Isola a Fermignano.
Il palazzo fu ingrandito e sistemato nelle forme attuali (almeno esternamente), nella prima metà del XVII secolo, su progetto dell'architetto urbinate Muzio Oddi; poi nella seconda metà dello stesso secolo, in seguito all'acquisizione, da parte dei Bonaventura, della chiesa ed ex convento di San Pietro Celestino, sul lato opposto del vicoletto a lato del palazzo, fu realizzato un passaggio sopraelevato per consentire alla famiglia di accedere alla chiesa senza uscire dal palazzo.
I Bonaventura si estinsero entro la prima metà del XVIII secolo, così il palazzo fu diviso come il resto delle proprietà, tra cui una notevole pinacoteca, tra i vari discendenti.
Il palazzo sarà acquistato, sotto gli auspici del cardinal Giuseppe Albani, dalla locale Università nella prima metà del XIX secolo e fu così sottoposto ad una radicale ristrutturazione interna, curata dall'ingegnere Mariano Menini. A distanza di un secolo (anni trenta del XX secolo) il palazzo fu soggetto ad un altro progetto di trasformazione, da parte di Marino Giovagnoli. L'ultimo intervento di sistemazione interna fu attuato tra il 1952 ed il 1961, secondo il progetto dell'architetto Giancarlo De Carlo, soprattutto per migliorare la funzionalità degli ambienti. Nel 2014 sono terminati degli ulteriori lavori di ammodernamento, che hanno interessato il cortile interno, ricoperto da una copertura di vetro e acciaio.

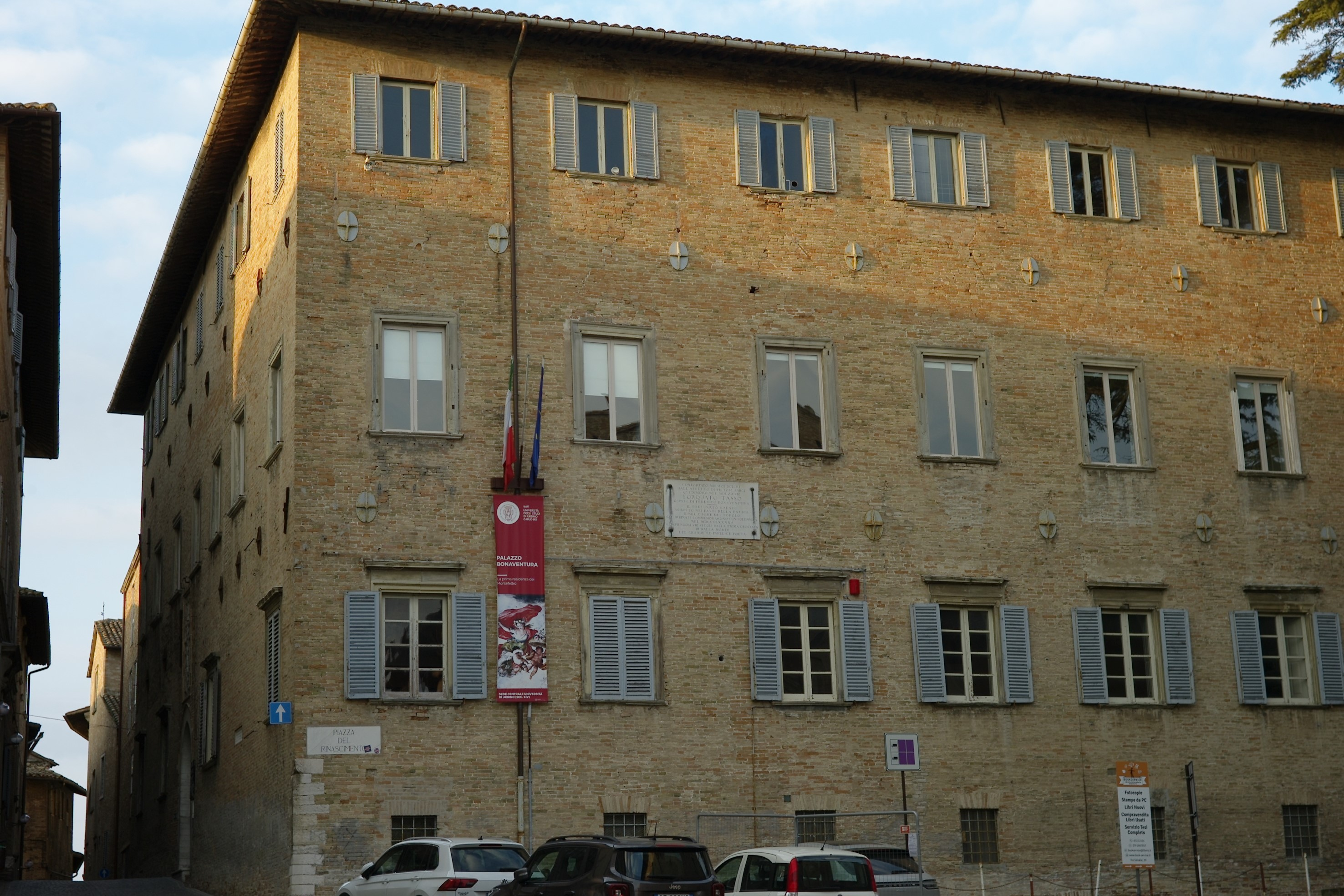
Il palazzo verso piazza del Rinascimento

## Descrizione
Si trova alla sommità del colle del Poggio, uno dei due rilievi su cui sorge il centro storico urbinate. La sua facciata principale aggetta su via Aurelio Saffi (lato est), mentre le facciate secondarie prospettano su piazza del Rinascimento (lato nord), su un vicolo cieco (lato sud) e sul giardino interno del palazzo (lato ovest), che si affaccia, a valle, su via Ferdinando Salvalai, sulla zona detta del Pincio.
Si sviluppa a pianta rettangolare, con due cortili quadrilateri interni, su quattro piani. I prospetti esterni presentano murature in laterizi a vista. Le finestre seicentesche sui lati nord ed est sono architravate ed abbellite da cornici lapidee, ad eccezione di quelle del piano seminterrato sul lato nord, con quelle del piano terra che presentano cornici lievemente più elaborate, con l'aggiunta di una trabeazione. Il portale principale è al centro della fronte orientale. Invece sull'angolo sud-orientale, spicca il passaggio sopraelevato e coperto, al livello del primo piano, che in origine collegava il palazzo con la chiesa di San Pietro Celestino.
Invece la facciata occidentale, verso il giardino interno, è stata ampiamente rimaneggiata nel corso del XX secolo, come la gran parte degli interni. Su quest'ultimo lato, il livello terreno è occupato dalla biblioteca, da cui si accede al giardino. Il primo cortile è porticato, con arcate a tutto sesto su pilastri, al livello del piano terra. Al centro del palazzo, tra i due cortili, si trova la scala a doppia rampa, uno degli elementi più evidenti dell'intervento decarliano. Nel palazzo si conservano ancora alcuni ambienti con volte affrescate e decorate da stucchi, risalenti al XVII secolo circa, soprattutto sul lato nord a livello del piano terra, nelle sale occupate dalla biblioteca.